# Варминское епископство

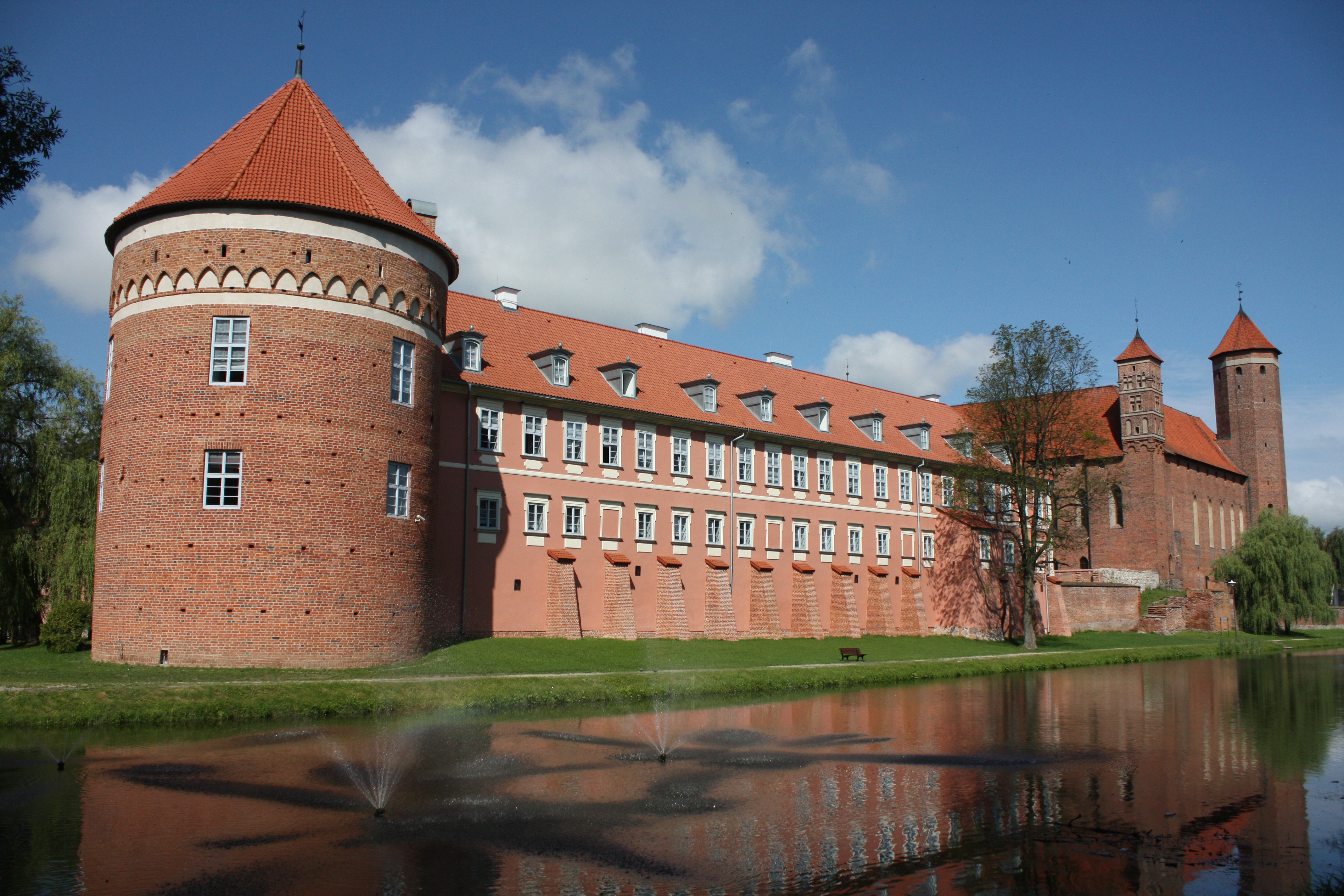
Епископская резиденция.

Вармийское или Эрмландское епископство (лат. Episcopatus Warmiensis, пол. Księstwo Warmińskie, нем. Fürstbistum Ermland), Епископское княжество Вармия — административно-территориальная единица провинции Великая Польша Королевства Польского и Речи Посполитой.
Епископское княжество существовало в 1466—1772 годах. Во главе епископства находился князь-епископ вармийский, вассал Речи Посполитой.

## История
Вармийское епископство находилось в Вармии, в западной части Пруссии. Центром епископства был город Гейльсберг, резиденция епископов Вармии с 1306 года. Вармийское епископство было основано в 1243 году католическим священнослужителем и папским легатом Вильгельмом Моденским на территории государства Тевтонского ордена. В 1260 году епископство получило автономию в составе Тевтонского ордена. В 1356 году епископ Вармии получил титул князя-епископа Священной Римской империи. В 1410 году после разгрома польско-литовской армией тевтонских крестоносцев в битве под Грюнвальдом Вармийское епископство признало вассальную зависимость от польской короны.
В 1466 году по условиям Второго Торуньского мира между Польским королевством и Тевтонским орденом Вармийское епископство перешло под протекторат Польского королевства. Входило в состав польской Королевской Пруссии и являлось частью Великопольской провинции. В 1569—1772 годах Вармийское епископство находилось в вассальной зависимости от Польско-литовской королевской республики. С 1569 года частично находилось под управлением воевод мальборкских.
Было то епископство эрмеландское, лежащее посреди королевства Прусского и находившееся тогда под протекциею польскою, но принадлежащее бискупу эрмландскому, который тут жил и владел оным, как маленький удельный князь, ибо он был вкупе и президент всей польской Пруссии. Резиденция его была в городе Гейльсберге, лежащем на той же реке Але и имеющем довольно крепкий замок. Владелец сей земельки, помянутый бискуп, сделал нам честь и пригласил нашего полковника, и со всеми офицерами его полку, к себе обедать и дал пышный и великолепный пир в своем дворце, посреди замка построенном. Тут имел я случай видеть образ жизни маленьких германских удельных князей, а вкупе и знатных духовных католицких особ. Мне он показался довольно хорош. Жил он тут как маленький государь: имел у себя несколько военных людей, стоящих у него на карауле и содержащих гауптвахту; были у него также пушки и придворный маленький штат, как-то: камергеры и камер-юнкеры; но все сие в сущей миниатюре пред большими государями. Он угощал нас довольно великолепно, и при питье за здравие нашей государыни производима была пушечная пальба. А после обеда водил он нас по всем покоям своего дворца и в придворную свою церковь, где показывал архиерейские свои католицкие украшения. Как церковь, так и утвари в ней и украшения были довольно богаты и великолепны, и он сам весьма ласковый и снисходительный человек.
В 1772 году после Первого раздела Речи Посполитой Вармийское княжество-епископство было ликвидировано и аннексировано Прусским королевством. Территория епископства вошла в состав прусской провинция Южная Пруссия. Владения вармийских епископов были конфискованы прусским королём Фридрихом II Великим.

## Административное устройство
Вармийское епископство делилось на 10 коморничеств, 7 из которых подчинялись непосредственно епископу, а другие 3 — епископскому капитулу. Сеймик епископства собирался в Лидзбарке.
- Браневское коморничество — Бранево
- Лидзбаркское коморничество — Лидзбарк-Варминьски
- Орнетское коморничество — Орнета
- Добромястовское коморничество — Добре-Място
- Езёранское коморничество — Езёраны
- Решельское коморничество — Решель
- Барчевское коморничество — Барчево
- Пененжновское коморничество — Пененжно
- Фромборкское коморничество — Фромборк
- Ольштынское коморничество — Ольштын

## Вармийский князь-епископ
Ниже представлены Вармийские князья-епископы архиепархии Вармии (возможно не все):
- Анцельм из Мейсена;
- Ватценроде, Лукаш;
- Глемп, Юзеф;
- Красицкий, Игнацы;
- Лещинский, Вацлав;
- Облонк, Ян;
- Тылицкий, Пётр;
- Флеминг, Хенрик.